# Rampage de San Antonio
Le Rampage de San Antonio est une franchise professionnelle de hockey sur glace de la Ligue américaine de hockey. Ils font partie de la division Pacifique dans l'association de l'Ouest.

## Histoire

Ancien logo du Rampage (2002-2006)

L'histoire du Rampage commence le jour où le premier coup de pioche est donné pour la construction du SBC Center (renommé AT&T Center en 2006) sur un site proche du Freeman Coliseum, antre de l'équipe locale de hockey sur glace de l'époque à San Antonio : Les Iguanas. Ceux-ci évoluaient dans la Ligue centrale de hockey et ont attiré les premiers supporteurs de hockey de la ville.
Le nouveau AT&T Center est construit à l'origine pour l'équipe de basket-ball des Spurs qui est insatisfaite du Alamodome qui les hébergent alors. La construction ne fut pas le seul avantage que les Spurs acquirent, ils obtinrent le plein pouvoir quant aux choix des dates des matchs et de tous les autres évènements, y compris le hockey. Avec les meilleurs dates réservées par l'équipe de basket-ball, la franchise de hockey perd en rentabilité. Le propriétaire des Iguanas refusant de vendre, il choisit de suspendre les opérations de la franchise et de réserver les noms des Iguanas.
Les Spurs qui n'avaient pu racheter les Iguanas cherchèrent une nouvelle franchise à implanter en ville pour satisfaire les amateurs de hockey sur glace.
Partenaires des Panthers de la Floride depuis longtemps, les Spurs amenèrent la LAH à San Antonio. La nouvelle équipe devait à l'origine s'appeler STAMPEDE  mais en raison d'une marque déjà déposée par une autre société, elle devint le Rampage.
Le 30 juin 2005, le Rampage change d'affiliation LNH lorsque les Coyotes de Phoenix l'achète aux Panthers. L'équipe inaugure alors un nouveau look pour célébrer sa 5e saison à San Antonio.
Bien que n'ayant jamais drainé tous les fervents supporteurs des Iguanas et n'ayant pas eu de saisons sportives particulièrement bonnes (deux participations en séries), le Rampage voit l'avenir d'un bon œil grâce au soutien financier des Spurs. Le 14 août 2007, l'équipe annonce d'ailleurs le renouvellement de son association avec les Spurs et son affiliation aux Coyotes pour plusieurs années.
Après la saison 2010-2011 de la LAH, les Coyotes concluent un accord avec les Pirates de Portland afin de devenir leur nouveau club affilié, laissant les Rampage sans affiliation. Le 29 juin 2011, San Antonio devient officiellement le club affilié des Panthers de Floride pour la deuxième fois.
Le 18 mars 2015, les Panthers annoncent leur affiliation avec les Pirates de Portland pour le début de la saison 2015-2016, terminant ainsi l'accord d'affiliation avec le Rampage. Le 17 avril 2015, le club annonce un accord de 5 ans avec l'Avalanche du Colorado, qui devient le nouveau club LNH affilié.
Pendant l'inter-saison 2017, l'Avalanche annonce la promotion de son club affilié d'ECHL, les Eagles du Colorado, en AHL pour l'année 2018 alors que le Rampage devient officiellement affilié avec les Blues de Saint-Louis pour la saison 2018-2019. En attendant lors de la saison 2017-2018, comme les Blues n'ont plus de club officiellement affilié à la suite de l'arrivée des Golden Knights de Vegas, les deux équipes (Blues et Avalanche) envoient leur prospects chez le Rampage.
Le 6 février 2020, le propriétaire des Golden Knights de Vegas, Bill Foley, fait l'acquisition du Rampage appartenant au groupe Spurs Sports & Entertainment avec l'intention de déplacer la franchise dans la région de Las Vegas. Le 28 février, la vente et la relocalisation sont acceptées par le Bureau des gouverneurs de la LAH. L'équipe disputera tous ses matchs à domicile au Orleans Arena à Paradise en 2020-2021 alors que la construction du nouvel amphithéâtre de 6 000 sièges s'achèvera à Henderson.

## Statistiques
| Saison    | PJ | V  | D  | N  | DP | DTB | BP  | BC  | Pts | Classement            | Séries éliminatoires                               |
| --------- | -- | -- | -- | -- | -- | --- | --- | --- | --- | --------------------- | -------------------------------------------------- |
| 2002-2003 | 80 | 36 | 29 | 11 | 4  | -   | 235 | 226 | 87  | 3e division Ouest     | 0-3 Admirals de Norfolk                            |
| 2003-2004 | 80 | 30 | 42 | 8  | 0  | -   | 191 | 231 | 68  | 6e division Ouest     | Non qualifiés                                      |
| 2004-2005 | 80 | 27 | 45 | 5  | 3  | -   | 156 | 232 | 62  | 6e division Ouest     | Non qualifiés                                      |
| 2005-2006 | 80 | 23 | 50 | -  | 3  | 4   | 153 | 251 | 53  | 7e division Ouest     | Non qualifiés                                      |
| 2006-2007 | 80 | 32 | 42 | -  | 2  | 4   | 219 | 256 | 70  | 6e division Ouest     | Non qualifiés                                      |
| 2007-2008 | 80 | 42 | 28 | -  | 3  | 7   | 238 | 225 | 94  | 5e division Ouest     | 3-4 Marlies de Toronto                             |
| 2008-2009 | 80 | 36 | 38 | -  | 2  | 4   | 205 | 243 | 78  | 8e division Ouest     | Non qualifiés                                      |
| 2009-2010 | 80 | 36 | 32 | -  | 5  | 7   | 235 | 244 | 84  | 6e division Ouest     | Non qualifiés                                      |
| 2010-2011 | 80 | 40 | 33 | -  | 4  | 3   | 228 | 245 | 87  | 7e division Ouest     | Non qualifiés                                      |
| 2011-2012 | 76 | 41 | 30 | -  | 3  | 2   | 197 | 204 | 87  | 3e division Ouest     | 3-2 Wolves de Chicago 1-4 Barons d'Oklahoma City   |
| 2012-2013 | 76 | 29 | 38 | -  | 2  | 7   | 195 | 241 | 67  | 5e division Sud       | Non qualifiés                                      |
| 2013-2014 | 76 | 30 | 37 | -  | 3  | 6   | 206 | 235 | 69  | 5e division Ouest     | Non qualifiés                                      |
| 2014-2015 | 76 | 45 | 23 | -  | 7  | 1   | 248 | 222 | 98  | 1er division Ouest    | 0-3 Barons d'Oklahoma City                         |
| 2015-2016 | 76 | 33 | 35 | -  | 8  | 0   | 213 | 240 | 74  | 7e division Pacifique | Non qualifiés                                      |
| 2016-2017 | 76 | 27 | 42 | -  | 5  | 2   | 184 | 240 | 61  | 8e division Pacifique | Non qualifiés                                      |
| 2017-2018 | 76 | 35 | 31 | -  | 10 | 0   | 198 | 219 | 80  | 8e division Pacifique | Non qualifiés                                      |
| 2018-2019 | 76 | 31 | 38 | -  | 6  | 1   | 196 | 244 | 69  | 8e division Centrale  | Non qualifiés                                      |
| 2019-2020 | 61 | 24 | 25 | -  | 7  | 5   | 161 | 184 | 60  | 7e division Centrale  | Séries annulées à cause de la pandémie de Covid-19 |

## Personnalités

### Entraîneurs
- John Torchetti (2002-03)
- Scott Allen (2003-04)
- Steve Ludzik (2004-05)
- Pat Conacher (2005-07)
- Greg Ireland (2007-2009)
- Ray Edwards (2009-2011)
- Chuck Weber (2011-2013)
- Peter Horachek (2013-2014)
- Tom Rowe (2014-2015)
- Dean Chynoweth (2015-2016)
- Eric Veilleux (2016-2018)
- Drew Bannister (Depuis 2018)

## Records d'équipe

### En une saison
- Buts : 30 - Jeff Toms (2002-03)
- Aides : 39 - Denis Chvidki (2003-04)
- Points : 63 - Jeff Toms (2002-03)
- Minutes de pénalité : 275 - Rocky Thompson (2002-03)
- Buts par partie : 2,35 - Travis Scott (2004-05)
- % Arrêt : 93,1 % - Travis Scott (2004-05)

### En carrière
- Buts : 40 - Éric Beaudoin, Juraj Kolník
- Aides : 57 - Mike Green, Denis Shvidki
- Points : 95 - Mike Green
- Minutes de pénalité : 341 - Grant McNeill
- Victoires de gardien : 44 - Travis Scott
- Blanchissages : 7 - Travis Scott
- Nombre de parties : 163 - Ryan Jardine